# Georges Urbain
Georges Urbain (París, 12 d'abril de 1872 - París. 5 de novembre de 1938), va ser un químic francès.

## Biografia
Enginyer diplomat (9a promoció) de l'Escola superior de física i de química industrials de la ciutat de París (avui ESPCI ParisTech), va treballar a la facultat de ciències de París on va estudiar els lantanoides.
El 1908, és nomenat professor de química dels minerals en la facultat de ciències de la universitat de París. Es fa professor de química general i assumint la direcció de l'institut de química aplicada del 1928 al 1938 i la de l'Institut Rockefeller de fisicoquímica biològica de París de la part de química en col·laboració amb el físic Jean Perrin.

## Obra
El 1907, va descobrir l'element químic luteci (Z=71) separant els òxids d'iterbi i de luteci que l'any 1878 el químic suís Jean-Charles Galissard de Marignac havia suposat com a l'òxid d'un nou element químic, l'iterbi. A aquesta mateixa conclusió arribà de forma independent el mineralogista Carl Auer von Welsbach. Urbain li posà el nom de luteci per Lutetia, el nom en llatí que donaren els romans a París.
Urbain també va obtenir per primera vegada el gadolini (Z=64) en estat pur el 1935, element que havia estat descobert pel químic francès Paul Émile Lecoq de Boisbaudran el 1886 associat amb l'holmi i d'altres elements de la sèrie dels lantanoides.
Va proposar una unificació de les teories dels enllaços químics de la química dels complexos i de la química dels minerals.